# Indischer Nationalkalender
Der indische Nationalkalender wurde nach der Unabhängigkeit Indiens erarbeitet und am 22. März 1957 eingeführt.

## Geschichte
Als Indien 1947 seine Unabhängigkeit erlangte, musste aus den vielen Einzelstaaten ein einheitlicher Bundesstaat geschaffen werden. Dazu sollte unter anderem auch ein einheitlicher Kalender beitragen. Es wurde ein Komitee zur Kalenderreform eingesetzt, das in seinem Bericht mehr als 30 verschiedene Kalender analysierte und dann den nationalen Kalender erarbeitete. Der neue Kalender sollte:
- frei von kolonialen Einflüssen sein
- frei von islamischen Einflüssen sein
- in allen Bundesstaaten akzeptiert werden können
- indischen Ursprung erkennen lassen

## Das Jahr
- Das Jahr ist ein tropisches Jahr.
- Das Jahr beginnt zur Zeit der Frühlingstagundnachtgleiche.
- Das Gemeinjahr besteht aus 365 Tagen, das Schaltjahr aus 366 Tagen.
- Der Schalttag wird dem ersten Monat angefügt.

### Die Jahreszählung
Die Jahre werden fortlaufend nach der Saka-Ära (AS) gezählt. Diese Zählung knüpft an die alte Ära an, die vollendete Jahre zählt und bereits von indischen Astronomen mit der Epoche (1. Chaitra 0 AS) 15. März 78 n. Chr. oder Tag 1749621 julianischer Zählung benutzt wurde. Das Explanatory Supplement to the Astronomical Almanac startet mit dem 22. März 79 n. Chr. (JD 1749995).

### Der Jahresanfang
Das Jahr beginnt zur Zeit der Frühlingstagundnachtgleiche mit dem Monat Chaitra.

### Die Schaltung
Das Jahr hat eine Länge von 365 Tagen. Da aber das tropische Jahr gegenwärtig eine Länge von 365,242177 Tagen hat, muss etwa alle vier Jahre ein zusätzlicher Schalttag eingefügt werden, um mit den Jahreszeiten übereinzustimmen. Im Schaltjahr wird der Monat Chaitra um 1 Tag auf 31 Tage verlängert. Die Schaltjahre sind an die Schaltjahre des gregorianischen Kalenders gekoppelt. Man zählt zur indischen Jahreszahl 78 hinzu und wendet die Schaltregeln des gregorianischen Kalenders an: Schaltjahre sind alle Jahre, deren Jahreszahl ohne Rest durch 4 teilbar ist mit Ausnahme der vollen Jahrhunderte; diese sind nur dann Schaltjahr, wenn die Jahreszahl ohne Rest durch 400 teilbar ist.
Welche Daten des indischen Nationalkalenders sich gegenüber dem gregorianischen Kalender im Schaltjahr verschieben, ist in der folgenden Tabelle zu erkennen:
| Gemeinjahr | Gemeinjahr | Gemeinjahr | Gemeinjahr | Gemeinjahr    | Gemeinjahr    |  | Schaltjahr | Schaltjahr | Schaltjahr | Schaltjahr | Schaltjahr    | Schaltjahr    |
| Sanskrit   | Sanskrit   | Sanskrit   | Sanskrit   | gregorianisch | gregorianisch |  | Sanskrit   | Sanskrit   | Sanskrit   | Sanskrit   | gregorianisch | gregorianisch |
| ---------- | ---------- | ---------- | ---------- | ------------- | ------------- |  | ---------- | ---------- | ---------- | ---------- | ------------- | ------------- |
| १          | फाल्गुन       | 1.         | Phalguna   | 20.           | Februar       |  | १          | फाल्गुन       | 1.         | Phalguna   | 20.           | Februar       |
|            | ⋮          |            |            |               | ⋮             |  |            | ⋮          |            |            |               | ⋮             |
| ९          | फाल्गुन       | 9.         | Phalguna   | 28.           | Februar       |  | ९          | फाल्गुन       | 9.         | Phalguna   | 28.           | Februar       |
| १०         | फाल्गुन       | 10.        | Phalguna   | 1.            | März          |  | १०         | फाल्गुन       | 10.        | Phalguna   | 29.           | Februar       |
| ११         | फाल्गुन       | 11.        | Phalguna   | 2.            | März          |  | ११         | फाल्गुन       | 11.        | Phalguna   | 1.            | März          |
|            | ⋮          |            |            |               | ⋮             |  |            | ⋮          |            |            |               | ⋮             |
| ३०         | फाल्गुन       | 30.        | Phalguna   | 21.           | März          |  | ३०         | फाल्गुन       | 30.        | Phalguna   | 20.           | März          |
| १          | चैत्र        | 1.         | Chaitra    | 22.           | März          |  | १          | चैत्र        | 1.         | Chaitra    | 21.           | März          |
|            | ⋮          |            |            |               | ⋮             |  |            | ⋮          |            |            |               | ⋮             |
| ३०         | चैत्र        | 30.        | Chaitra    | 20.           | April         |  | ३०         | चैत्र        | 30.        | Chaitra    | 19.           | April         |
|            | ≡≡≡≡       |            |            |               | ≡≡≡≡          |  | ३१         | चैत्र        | 31.        | Chaitra    | 20.           | April         |
| १          | वैशाख        | 1.         | Vaishakha  | 21.           | April         |  | १          | वैशाख        | 1.         | Vaishakha  | 21.           | April         |

### Die Genauigkeit
Mit einer Länge von 146097 Tagen in 400 Jahren ist der Kalender rechnerisch um 0,123792 Tage länger als 400 tropische Jahre der Länge 365,24219052 (Anfang 2000) und würde sich damit in rund 3200 Jahren um einen Tag gegenüber dem astronomischen Frühlingsanfang verschieben.

## Der Monat

### Der Monatsanfang
Der Monat beginnt ungefähr mit dem Eintritt der Sonne in ein neues Tierkreiszeichen.

### Die Monatslänge
Da die Umlaufbahn der Erde um die Sonne eine Ellipse ist, braucht die Sonne bei ihrem scheinbaren Lauf durch die Ekliptik für die einzelnen Tierkreiszeichen unterschiedlich lange. Im Jahr 1950 waren es folgende Zeiten:
| Tierkreiszeichen | Tierkreiszeichen | Tierkreiszeichen | Sonne 1950 im Tierkreiszeichen | Sonne 1950 im Tierkreiszeichen | Sonne 1950 im Tierkreiszeichen |
| Sanskrit         | Transkription    | deutsch          | Tage                           | Std                            | Min                            |
| ---------------- | ---------------- | ---------------- | ------------------------------ | ------------------------------ | ------------------------------ |
| मेष               | Mesha            | Widder           | 30                             | 11                             | 25,2                           |
| वृषभ              | Vrishabha        | Stier            | 30                             | 23                             | 29,6                           |
| मिथुन              | Mithuna          | Zwillinge        | 31                             | 08                             | 10,1                           |
| कर्कट             | Karkata          | Krebs            | 31                             | 10                             | 54,6                           |
| सिंह               | Simha            | Löwe             | 31                             | 06                             | 53,1                           |
| कन्या              | Kanya            | Jungfrau         | 30                             | 21                             | 18,7                           |
| तुला               | Tula             | Waage            | 30                             | 08                             | 58,2                           |
| वृश्चिक             | Vrishchika       | Skorpion         | 29                             | 21                             | 14,6                           |
| धनू               | Dhanu            | Schütze          | 29                             | 13                             | 08,7                           |
| मकर              | Makara           | Steinbock        | 29                             | 10                             | 38,6                           |
| कुम्भ              | Kumbha           | Wassermann       | 29                             | 14                             | 18,5                           |
| मीन               | Mina             | Fische           | 29                             | 23                             | 18,9                           |

Aus diesen Werten wurde die Länge der einzelnen Monate abgeleitet.

### Die Monatsnamen
Die Namen der Monate sind traditionelle Monatsnamen der Mondkalender.
Die einzelnen Monate des Jahres haben folgende Namen und Anzahl Tage:
| Monat    | Monat         | Tage          | Tage          |
| Sanskrit | Transkription | im Gemeinjahr | im Schaltjahr |
| -------- | ------------- | ------------- | ------------- |
| चैत्र      | Chaitra       | 30            | 31            |
| वैशाख      | Vaishakha     | 31            | 31            |
| ज्येष्ठ     | Jyeshtha      | 31            | 31            |
| आषाढ      | Ashadha       | 31            | 31            |
| श्रावण     | Shravana      | 31            | 31            |
| भाद्रपद    | Bhadrapada    | 31            | 31            |
| आश्विन     | Ashvina       | 30            | 30            |
| कार्त्तिक    | Karttika      | 30            | 30            |
| मार्गशीर्ष   | Margashirsha  | 30            | 30            |
| पौष       | Pausha        | 30            | 30            |
| माघ       | Magha         | 30            | 30            |
| फाल्गुन     | Phalguna      | 30            | 30            |

Die Tage eines Monats werden von 1 bis 30 bzw. 31 gezählt.

## Die Woche
Die Wocheneinteilung ist babylonisch-griechischen Ursprungs.
Die sieben Wochentage heißen:
| Hindi | Hindi      | gregorianisch |
| ----- | ---------- | ------------- |
| रविवार  | Ravivar    | Sonntag       |
| सोमवार  | Somavar    | Montag        |
| मंगलवार | Mangalavar | Dienstag      |
| बुधवार  | Budhavar   | Mittwoch      |
| गुरूवार  | Guruvar    | Donnerstag    |
| शुक्रवार | Shukravar  | Freitag       |
| शनिवार  | Shanivar   | Samstag       |